# Magnaporthe grisea
Magnaporthe grisea, còn được gọi là nấm đạo ôn là một loại nấm gây bệnh đạo ôn ở cây lúa. Ngày nay người ta biết rằng M. grisea bao gồm phức hợp loài khó hiểu có chứa ít nhất hai loài sinh vật có sự khác biệt rõ ràng di truyền và không lai giống. Các thành viên phức tạp được phân lập từ Digitaria đã được định nghĩa một cách hạn hẹp là M. grisea. Bào tử của loại nấm rất nhỏ, có thể phát tán và bay cao 24–25 m, thậm chí có thể bay xa đến 10.000 m lây lan cho các ruộng lân cận trong khu vực.
Các thành viên còn lại của phức hợp này được phân lập từ lúa và một loạt các cây chủ khác đã được đổi tên thành Magnaporthe oryzae. Sự nhầm lẫn về hai cái tên này để sử dụng cho tác nhân gây bệnh đạo ôn vẫn còn, khi cả hai đang được sử dụng bởi các tác giả khác nhau.
Bệnh hại trên lá, đốt thân, cổ bông, gié và hạt lúa. Loài nấm này có thể lây nhiễm bất kỳ giai đoạn sinh trưởng nào của cây lúa. Vết bệnh tiêu biểu trên lá có hình thoi, những đốm to thì hai đầu nhọn, tâm có màu xám trắng. Trên giống nhiễm, các vết bệnh rất to thường liên kết với nhau tạo thành mảng cháy khô trên lá. Trên giống kháng, các vết bệnh thường rất nhỏ, bằng đầu kim màu nâu, rất dễ nhầm lẫn với vết bệnh tiêm lửa hoặc đốm nâu mới phát triển.
Bệnh đạo ôn đã được quan sát thấy trên các giống lúa M-201, M-202, M-204, M-205, M-103, M-104, S-102, L-204, Calmochi-101, với M-201 là giống dễ bị bệnh nhất. Các thành viên của phức tạp Magnaporthe grisea cũng có thể lây nhiễm sang các loại ngũ cốc khác nông nghiệp quan trọng, bao gồm lúa mì, lúa mạch đen, lúa mạch, kê. Bệnh đạo ôn gây thiệt hại cây trồng kinh tế quan trọng hàng năm. Mỗi năm người ta ước tính bệnh này đã tiêu diệt lượng lúa đủ để nuôi hơn 60 triệu người. Bệnh đạo ôn diễn ra ở 85 quốc gia trên toàn thế giới.